# Pamirosa
Genre
Pamirosa est un genre d'araignées aranéomorphes de la famille des Lycosidae.

## Distribution
Les espèces de ce genre se rencontrent au Kirghizistan et au Tadjikistan.

## Liste des espèces
Selon World Spider Catalog (version 26, 18/04/2025) :
- Pamirosa alaica Fomichev & Omelko, 2025
- Pamirosa archalturica Fomichev & Omelko, 2025
- Pamirosa kudratbekovi Fomichev, Omelko & Marusik, 2024
- Pamirosa transalaica Fomichev & Omelko, 2025

## Systématique et taxinomie
Ce genre a été décrit par Fomichev, Omelko et Marusik en 2024 dans les Lycosidae.

## Publication originale
- Fomichev, Omelko & Marusik, 2024 : « Pamirosa gen. nov., unexpected record of Artoriinae (Araneae, Lycosidae) from the rooftop of Pamir, Central Asia. » Zoosystematics and Evolution, vol. 100, no 3, p. 1005-1015.